# Stygis Fossae
Le Stygis Fossae sono una struttura geologica della superficie di Marte.